# Honfleur

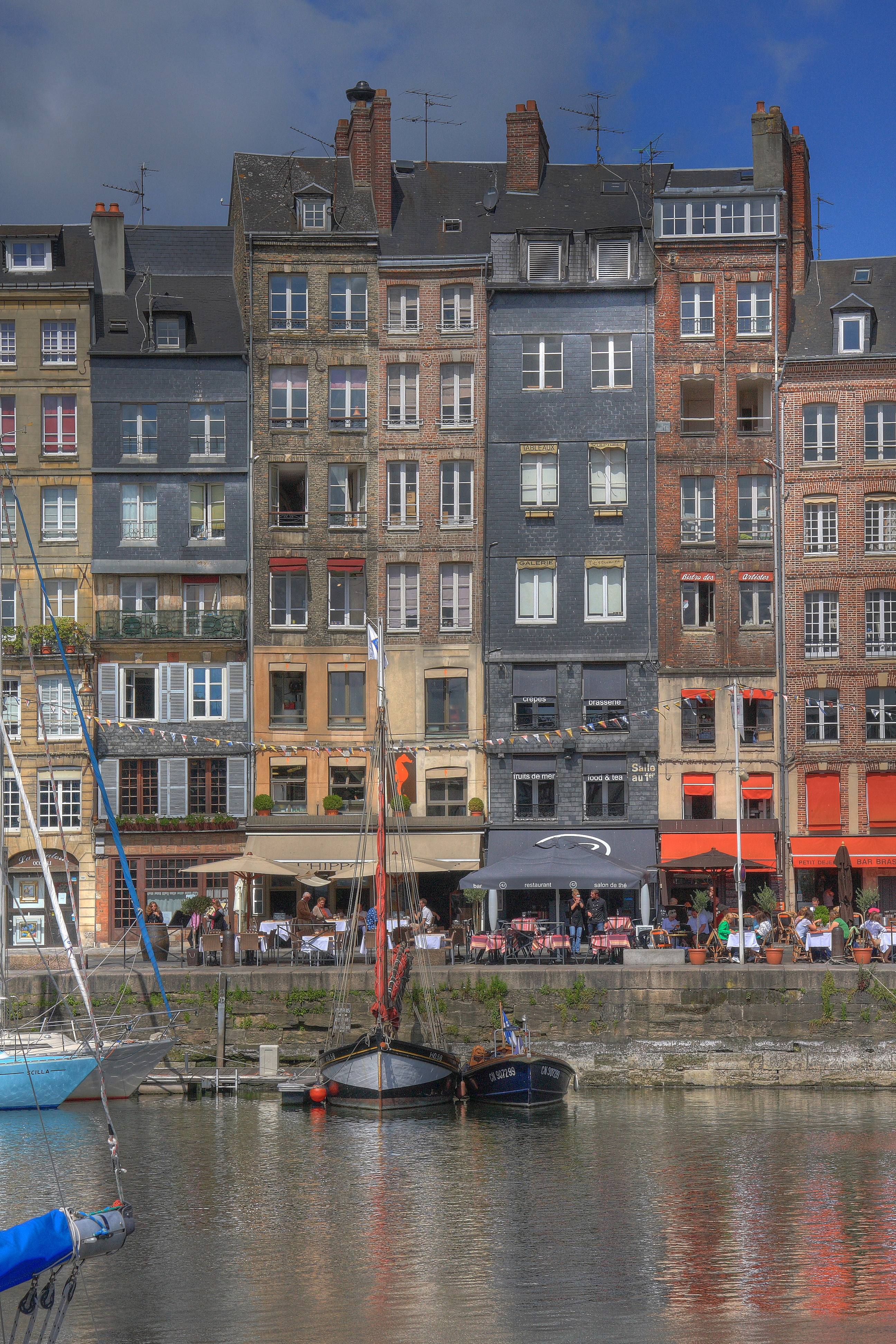
Vieux Bassin - Quai Sainte-Catherine

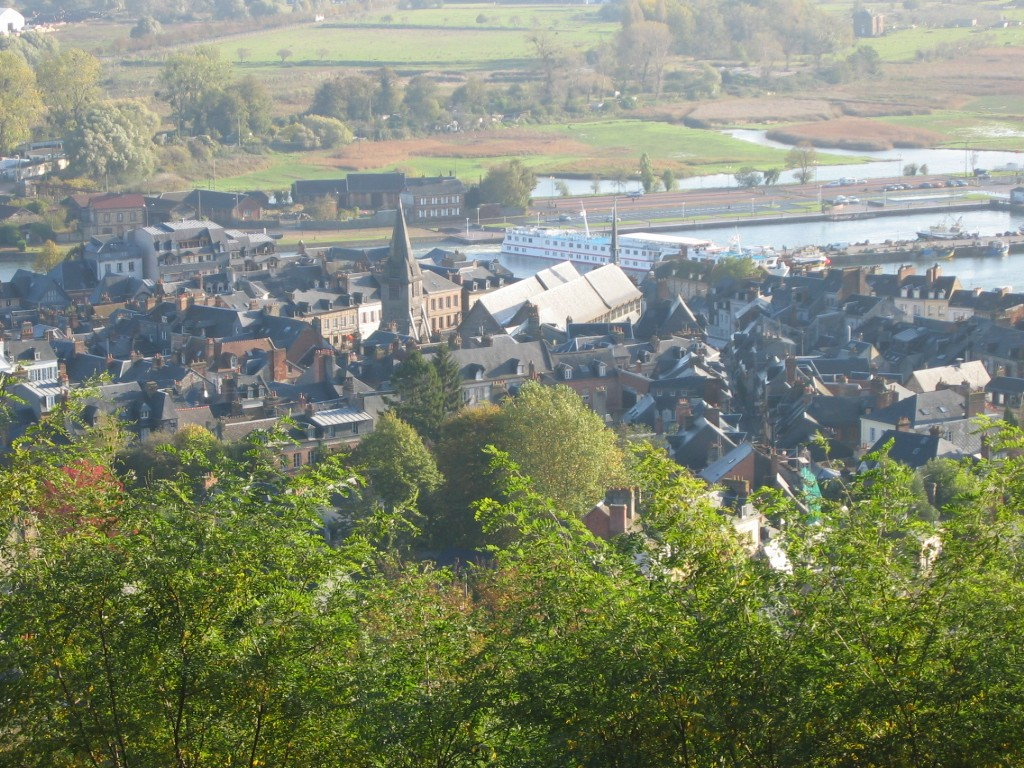
Widok na Honfleur

Honfleur – miasto i gmina we Francji, w regionie Normandia, w departamencie Calvados.
Według danych na rok 2007 gminę zamieszkiwały 8359 osoby, a gęstość zaludnienia wynosiła 611 osób/km² (wśród 1815 gmin Dolnej Normandii Honfleur plasuje się na 19. miejscu pod względem liczby ludności, natomiast pod względem powierzchni na miejscu 291).